# Liste der Trainer von Hajduk Split
Die Liste der Trainer von Hajduk Split beinhaltet die bisherigen Trainer des Fußballvereins.
| Spielzeit | Trainer                                                       | Spielzeit | Trainer                                                                      |
| --------- | ------------------------------------------------------------- | --------- | ---------------------------------------------------------------------------- |
| 1911      | Oldrich Just                                                  | 1912      | Oldrich Just / Joseph Swagorvsky                                             |
| 1913      | Joseph Swagorvsky / Bohumil Macoun / Otto Bohata              | 1914      | Norbert Zajiček / Zdenko Jahn                                                |
| 1919      | Karel Stlasny / Otto Bohata                                   | 1920      | Frano Zoubek / Rudolf Sloup-Štapl                                            |
| 1920/21   | Franz Mantler                                                 | 1921/22   | Franz Mantler / Jindrich Šoltis                                              |
| 1922/23   | Vaclav Pinc / Jaroslav Bohata                                 | 1923      | Luka Kaliterna                                                               |
| 1924      | Luka Kaliterna                                                | 1925      | Luka Kaliterna                                                               |
| 1926      | Luka Kaliterna                                                | 1927      | Luka Kaliterna                                                               |
| 1928      | Luka Kaliterna                                                | 1929      | Luka Kaliterna                                                               |
| 1930      | Luka Kaliterna / Erwin Puschner                               | 1931      | Luka Kaliterna                                                               |
| 1932      | Luka Kaliterna / Veljko Poduje                                | 1933      | Luka Kaliterna                                                               |
| 1934      | Luka Kaliterna                                                | 1935      | Luka Kaliterna                                                               |
| 1936/37   | Ante Blažević / Luka Kaliterna                                | 1937/38   | Karel Senecky / Illés Spitz                                                  |
| 1938/39   | Illés Spitz                                                   | 1939/40   | Ljubomir Benčić / Jiri Sobotka                                               |
| 1940/41   | Ljubomir Benčić                                               | 1944      | Ljubomir Benčić / Leo Lemešić                                                |
| 1945      | Ljubomir Benčić / Leo Lemešić                                 | 1946      | Ljubomir Benčić                                                              |
| 1946/47   | Ljubomir Benčić                                               | 1947/48   | Ljubomir Benčić                                                              |
| 1948/49   | Luka Kaliterna                                                | 1950      | Luka Kaliterna                                                               |
| 1951      | Luka Kaliterna / Branko Bakotć                                | 1952      | Jozo Matošić                                                                 |
| 1952/53   | Jozo Matošić                                                  | 1953/54   | Jozo Matošić                                                                 |
| 1954/55   | Aleksandar Tomašević                                          | 1955/56   | Ljubomir Benčić                                                              |
| 1956/57   | Ljubomir Benčić / Frane Matošić                               | 1957/58   | Frane Matošić                                                                |
| 1958/59   | Ivo Radovniković                                              | 1959/60   | Milovan Ćirić                                                                |
| 1960/61   | Milovan Ćirić                                                 | 1961/62   | Leo Lemešić                                                                  |
| 1962/63   | Florijan Matekalo / Lenko Grčić                               | 1963/64   | Milovan Grčić / Krešimir Arapovic                                            |
| 1964/65   | Ozren Nedoklan / Frane Matošić                                | 1965/66   | Dušan Nenković                                                               |
| 1966/67   | Dušan Nenković                                                | 1967/68   | Dušan Nenković                                                               |
| 1968/69   | Dušan Nenković                                                | 1969/70   | Slavko Luštica                                                               |
| 1970/71   | Slavko Luštica                                                | 1971/72   | Slavko Luštica / Tomislav Ivić                                               |
| 1972/73   | Branko Zebec                                                  | 1973/74   | Tomislav Ivić                                                                |
| 1974/75   | Tomislav Ivić                                                 | 1975/76   | Tomislav Ivić                                                                |
| 1976/77   | Josip Duvančić                                                | 1977/78   | Vlatko Marković                                                              |
| 1978/79   | Tomislav Ivić                                                 | 1979/80   | Tomislav Ivić                                                                |
| 1980/81   | Ante Mladinić                                                 | 1981/82   | Ante Mladinić                                                                |
| 1982/83   | Petar Nadoveza                                                | 1983/84   | Petar Nadoveza                                                               |
| 1984/85   | Ante Mladinić / Stanko Poklepović                             | 1985/86   | Stanko Poklepović / Sergije Krešić                                           |
| 1986/87   | Sergije Krešić / Josip Skoblar                                | 1987/88   | Marin Kovačić / Ivan Vucov / Petar Nadoveza                                  |
| 1988/89   | Petar Nadoveza                                                | 1989/90   | Petar Nadoveza / Luka Peruzović                                              |
| 1990/91   | Luka Peruzović / Josip Skoblar / Stanko Poklepović            | 1992      | Stanko Poklepović                                                            |
| 1992/93   | Stanko Poklepović / Ivan Katalinić                            | 1993/94   | Ivan Katalinić                                                               |
| 1994/95   | Ivan Katalinić                                                | 1995/96   | Ivan Katalinić / Mirko Jozić / Ivan Buljan                                   |
| 1996/97   | Ivan Buljan                                                   | 1997/98   | Tomislav Ivić / Luka Bonačić / Zoran Vulić                                   |
| 1998/99   | Ivan Katalinić                                                | 1999/00   | Ivan Katalinić / Ivica Matković / Petar Nadoveza                             |
| 2000/01   | Petar Nadoveza / Zoran Vulić                                  | 2001/02   | Nenad Gračan / Slaven Bilić                                                  |
| 2002/03   | Zoran Vulić                                                   | 2003/04   | Zoran Vulić / Petar Nadoveza                                                 |
| 2004/05   | Ivan Katalinić / Blaž Slišković / Igor Štimac                 | 2005/06   | Miroslav Blažević / Ivan Gudelj / Luka Bonačić                               |
| 2006/07   | Zoran Vulić / Ivan Pudar                                      | 2007/08   | Ivan Pudar / Mario Čutuk / Robert Jarni                                      |
| 2008/09   | Goran Vučević / Ante Miše                                     | 2009/10   | Ante Miše / Ivica Kalinić / Joško Španjić / Edoardo Reja / Stanko Poklepović |
| 2010/11   | Stanko Poklepović / Joško Španjić / Goran Vučević / Ante Miše | 2011/12   | Krassimir Balakow / Mišo Krstičević                                          |
| 2012/13   | Mišo Krstičević / Igor Tudor                                  | 2013/14   | Igor Tudor                                                                   |
| 2014/15   | Igor Tudor / Stanko Poklepović / Goran Vučević / Ante Miše    | 2015/16   | Damir Burić                                                                  |
| 2016/17   | Marijan Pušnik / Marko Lozo / Joan Carrillo                   | 2017/18   | Joan Carrillo / Željko Kopić                                                 |
| 2018/19   | Željko Kopić / Zoran Vulić / Siniša Oreščanin                 | 2019/20   | Siniša Oreščanin / Damir Burić / Igor Tudor                                  |
| 2020/21   | Igor Tudor / Hari Vukas / Boro Primorac / Paolo Tramezzani    | 2021/22   | Jens Gustafsson / Valdas Dambrauskas                                         |
| 2022/23   | Valdas Dambrauskas / Mislav Karoglan / Ivan Leko              |           |                                                                              |